# Belvárosi református templom (Miskolc)
A Belvárosi református templom, vagy népszerű nevén Kakas-templom Miskolcon, a Kossuth Lajos utca 17. szám alatt található. Késő barokk, klasszicista stílusú, tornya historizáló. A templom keleti főhomlokzata erősen tagozott, geometrikus formákat mutat. Jellegzetessége a több magasságban megjelenő obeliszkdíszítés.

## Története
A Tetemváron 1728-ban, fából épült református templom (a mai Deszkatemplom elődje) a század végére erősen leromlott állapotba került, ezért a környék hívői 1783-ban kérvényezték a helytartótanácsnál egy új templom felépítését. Az engedélyt megkapták, és az építkezést 1786-ban el is kezdték. A munkálatok azonban több mint húsz évig tartottak, így a felszentelésére csak 1808. november 19-én kerülhetett sor. Erre az alkalomra emlékezik a Palóczy utcai oldalon, az oldalbejárat felett látható emléktábla. A templom építőmestere Rábel Károly volt, de közreműködött még Klier Vencel és Kun János is, valamint Adami János kőfaragó. Ekkor a templomnak még nem volt tornya, orgonáját 1821-ben állították a helyére.
1843-ban, a kiterjedt miskolci tűzvészben a templom is megrongálódott, a tetőzet és az orgona gyakorlatilag megsemmisült. A tűz utáni rendbehozatalkor vetődött fel a torony megépítésének gondolata, és pénzgyűjtést indítottak ennek érdekében. Ez sem ment túl gyorsan, csupán 1864-re készültek el, magassága 70 méter lett, a legmagasabb az egyházkerületben. A torony és a toronysisak terveit Wieser Ferenc készítette, a toronyra a kakas szeptember 17-én került fel. A templom akkori képéről Várady Ferenc helyi lelkipásztor írásából alkothatunk képet: „…a templom két végében és az északi oldal hosszában, sőt a keleti karzat fölött egy második emeleti karzat, a diákság és a katonaság együttes befogadására tette alkalmassá. Boltozatos vakolt mennyezete van. A szószék és a Mózes-szék empire stílusban készültek. A földszinti padok végére Luther-rózsákat faragtak… A 14×40 méteres belső térben a karzatokkal együtt 1200 ülőhely van. A templom nyugati vége félkörívben zárul.” 1901-ben új orgona került a templomba: Angster József kétmanuálos, tizenkilenc regiszteres alkotása.

## Leírása
Klasszicizáló késő barokk stílusú egyhajós, egytornyú, félköríves záródású templom. Keleti főhomlokzatán nyílik a főbejárat, amin kívül még két bejárat van, az északi és a nyugati oldalon. Az északi bejáratot oldalain egy egy ión fejezetes oszlop szegélyezi, tetejükön díszvázákkal. A kőkeretes bejárat feletti hosszított nyolcszögletű kronosztikonon a következő olvasható:
„AZ IGAZ ISTEN TISZTELETÉRE
M DCCCVIII. ESZT.BEN”
A nyugati bejárat ugyancsak ión oszlopos, díszvázás, de ez már timpanonos díszítésű. Mind a három bejáratnak oroszlános kopogtatókkal ellátott fém ajtaja van, és mind a három szegmensívvel és zárókővel zárt. A főbejárat feletti nagyméretű ablak félköríves záródású és díszített keretelésű. A főpárkány felett még két ugyancsak félköríves, zsalugáterrel borított ablak van. A keleti főhomlokzatot a dór pilaszterek három részre osztják. A főhomlokzat szélein a főpárkány felett oldalonként két bronz obeliszk áll a toronynak megfelelő szélességben. Ezekhez volutás párkányzat vezet a kisebbik toronyablaktól. A nagy toronyablakokat mind a négy oldalon konzolos, egyenes szemöldök díszíti. A torony ezen részét
kompozit fejezetes pilaszterek szegélyezik. Az északi és déli oldalon ezeknek a pilasztereknek a lábazatai volutákba hajlanak. Az ablakok felett mind a négy égtáj felé óra található, ezek felett óraíves órapárkány, melyeken konzolok vannak. Ezen van az oromzat, amely a további négy bronz obeliszket tartja. Innen indul a torony egyedi nyolcszögletű felfelé enyhén keskenyedő része, amin nyolc félköríves zsalus ablak van. Ezután a torony nyolcszögletű, alján bemélyesztett, felül párnázott és párkányokkal ékes patinás bronzsisakja következik, aminek dísze az 1865-re elkészült aranylemezekkel bevont rézkakas. A templom északi és déli homlokzatát és nyugati záródását is dór lizénák osztják egyenlő falsíkokra. Ezeken az oldalhomlokzatokon van a toronnyal megegyező szélességben egy kiugró falszakasz, amelyen három fektetett ovális, zsalugáteres ablakot helyeztek el. A déli oldalon a középső ablak alatt kissé kiugró, két fektetett ovális ablakkal ellátott épületrész található, amely a lelkészek szószékhez való feljutását biztosítja.

## Harangjai
A templom leghíresebb harangja az 5368 fontos (3006,08 kg tömegű) Eszter-harang, amely egyben a város és a megye legnagyobb harangja. A nevezetes darab Bató István, a gazdag helyi kereskedő lánya, Bató Eszter kérésére és emlékére készült, aki fiatalon hunyt el. A harangot 1866. május 13-án, Eszter halála évfordulóján helyezték el a templomtoronyban, és – a Bató szülők rendelkezése értelmében – azóta is minden évben megszólaltatják ezen a napon. A legenda szerint a harangba beolvasztották a Bató család összes arany- és ezüstékszerét. A harang oldalába a következő szöveget öntötték bele:
„Isten dicsőségére és egyetlen kedves kislányunk, Bató Eszter :emlékére, aki született 1837. szeptember 11-én, meghalt 1865. május :13-án;  a miskolci helvét, hitvallást tartó evangéliomi egyháznak :öntették a fájdalmas szivű szülők, Bató István és neje Imre Eszter. :Öntötte 1865. évben Bécsújvárosban Hilzer Ignácz. Súlya 53 q. 68 :font. Értéke 4558 forint.”
Az Eszter-harangon kívül kisebb harangok nem laktak még a templom tornyában, mert hatalmas mérete miatt nem férne el több. Ennek köszönheti, hogy az első és a második világháborúban sem foglalták le.